# Kreis Gronau
| Basisdaten                                             | Basisdaten                  |
| ------------------------------------------------------ | --------------------------- |
| Preußische Provinz                                     | Hannover                    |
| Regierungsbezirk:                                      | Regierungsbezirk Hildesheim |
| Kreissitz                                              | Gronau (Leine)              |
| Fläche                                                 | 205,9 km²                   |
| Einwohner                                              | 21.432 (1925)               |
| Bevölkerungsdichte                                     | 104 Einw./km² (1925)        |
| Gemeinden                                              | 31 (1932)                   |
| Lage des Kreises Gronau in der Provinz Hannover (1905) |                             |
|                                                        |                             |

Der Kreis Gronau war ein preußischer Landkreis im Süden der Provinz Hannover. Der Kreis umfasste den nördlichsten Teil des Leineberglandes an dessen Übergang zur Norddeutschen Tiefebene.

## Geschichte
Der Kreis Gronau wurde 1885 aus dem alten hannoverschen Amt Gronau sowie den Orten Deilmissen, Deinsen, Dunsen, Esbeck, Heinsen, Marienhagen und Tegge des alten Amtes Lauenstein gebildet. Er grenzte im Westen an den Kreis Hameln, im Norden an den Kreis Springe und den Landkreis Hildesheim sowie im Osten an den Kreis Marienburg.
Der Kreis Gronau wurde am 1. Oktober 1932 aufgelöst und in den Kreis Alfeld (Leine) eingegliedert.

## Einwohnerentwicklung
| Jahr | Einwohner |
| ---- | --------- |
| 1890 | 19.300    |
| 1900 | 19.483    |
| 1910 | 20.607    |
| 1925 | 21.432    |

## Landräte
- 1885–1889 Wilhelm von Grote
- 1889–1907 August von Rheden (1853–1907)
- 1907–1919 Jesko von Puttkamer
- 1919–1931 Wilhelm Stille
- 1931–1932 Hermann Blanke

## Städte, Gemeinden, Gutsbezirke und Forstbezirke
Dem Kreis Gronau gehörten die folgenden Städte, Gemeinden, Gutsbezirke und Forstbezirke an:
| Banteln Barfelde Betheln Brüggen Burgstemmen Deilmissen Deinsen Dötzum Dunsen Eberholzen Eddinghausen Eime | Eitzum Elze, Stadt Esbeck Gronau (Leine), Stadt Haus Escherde Heinsen, Gutsbezirk Heinum Heinum-Wallenstedt, Gutsbezirk Heyersum Hönze Mahlerten Marienhagen | Mehle Möllensen Nienstedt Nordstemmen Osterwald, Forstbezirk Petze Rheden Schierenberg, Gutsbezirk Sehlde Sibbesse Tegge, Forstbezirk Wallenstedt |